# NGC 4730
NGC 4730 (również PGC 43611) – galaktyka eliptyczna (E-S0), znajdująca się w gwiazdozbiorze Centaura. Odkrył ją John Herschel 8 czerwca 1834 roku.